# NYC Man (The Ultimate Collection 1967-2003)
NYC Man è un'antologia di canzoni di Lou Reed composta da 2 CD pubblicata nel 2003. In essa sono compresi anche quattro brani eseguiti dai Velvet Underground.

## Tracce

### Disco 1
1. Who Am I (Tripitena's Song) - Alternate Take
2. Sweet Jane - The Velvet Underground
3. Rock & Roll - The Velvet Underground
4. I'm Waiting For The Man - The Velvet Underground
5. White Light/White Heat - Live
6. Street Hassle; Waltzing Matilda / Street Hassle / Slipaway
7. Berlin
8. Caroline Says II
9. The Kids
10. Walk on the Wild Side
11. Kill Your Sons - Live
12. Vicious
13. The Blue Mask
14. I'll Be Your Mirror - Live
15. Magic & Loss
16. Ecstasy

### Disco 2
1. I Wanna Be Black - Live
2. Temporary Thing
3. Shooting Star
4. Legendary Hearts
5. Heroin - Live
6. Coney Island Baby
7. The Last Shot
8. The Bells
9. Perfect Day
10. Sally Can't Dance
11. Satellite Of Love
12. NYC Man
13. Dirty Blvd.
14. Rock Minuet
15. Pale Blue Eyes - The Velvet Underground